# Канал-стрит (линия Восьмой авеню, Ай-эн-ди)
|       |   |   |   |       |   |   |   |
| C · E | · | · | A | A · C | · | · | E |

|       |   |   |   |       |   |   |   |
| C · E | · | · | A | A · C | · | · | E |

«Канал-стрит» (англ. Canal Street) — станция Нью-Йоркского метрополитена, расположенная на линии Восьмой авеню, Ай-эн-ди.  На станции останавливаются маршруты: A (круглосуточно), C (круглосуточно, кроме ночи) и E (круглосуточно). Станция находится в Манхэттене, на пересечении 6-й авеню и Канал-стрит. Вблизи от станции находится въезд в Тоннель Холланда — одну из связующих дорог города Нью-Йорка со штатом Нью-Джерси.
Станция была открыта 10 сентября 1932 года в составе первой очереди линии до Inwood и представляет собой четыре пути, которые обслуживают две островные платформы. К северу и к югу от станции располагаются перекрестные съезды, не используемые сейчас для переключения маршрутов. Платформы немного смещены друг относительно друга. Отделана в синих тонах, название выложено мозаикой.
Южнее станции линия разветвляется, продолжаясь через две станции, связанные пересадкой: Всемирный торговый центр и Чеймберс-стрит. Первая из них является конечной, и на неё приходят локальные пути (маршрут E). Через вторую поезда продолжают движение в Бруклин, причём попасть туда можно и с локальных, и с экспресс-путей (маршруты A и C). Стрелочные переводы, соединяющие локальные и экспресс-пути, для поездов северного направления расположены севернее станции, а для поездов южного — южнее, поэтому поезда, работающие локальными к северу от станции и проходящие через станцию Чеймберс-стрит к югу (маршруты A ночью и C круглосуточно, кроме ночи), останавливаются в северном направлении на экспресс-путях, а в южном на локальных.

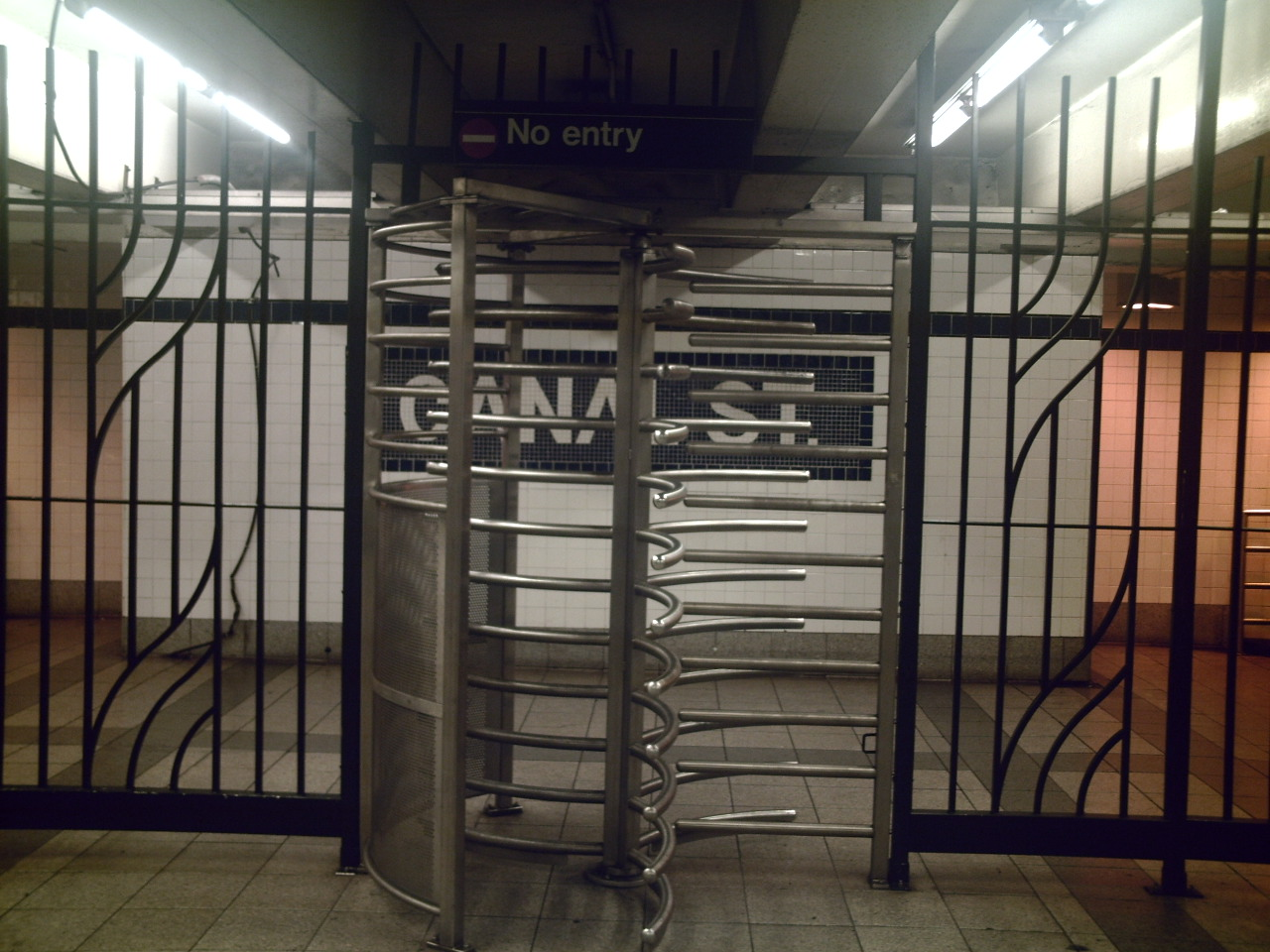
Полноростовый турникет, расположенный на западной платформе